# Knjaschytschi (Browary)
Knjaschytschi (ukrainisch Княжичі; russisch Княжичи Knjaschitschi) ist ein Dorf im Osten der ukrainischen Hauptstadt Kiew mit etwa 5200 Einwohnern (2014).

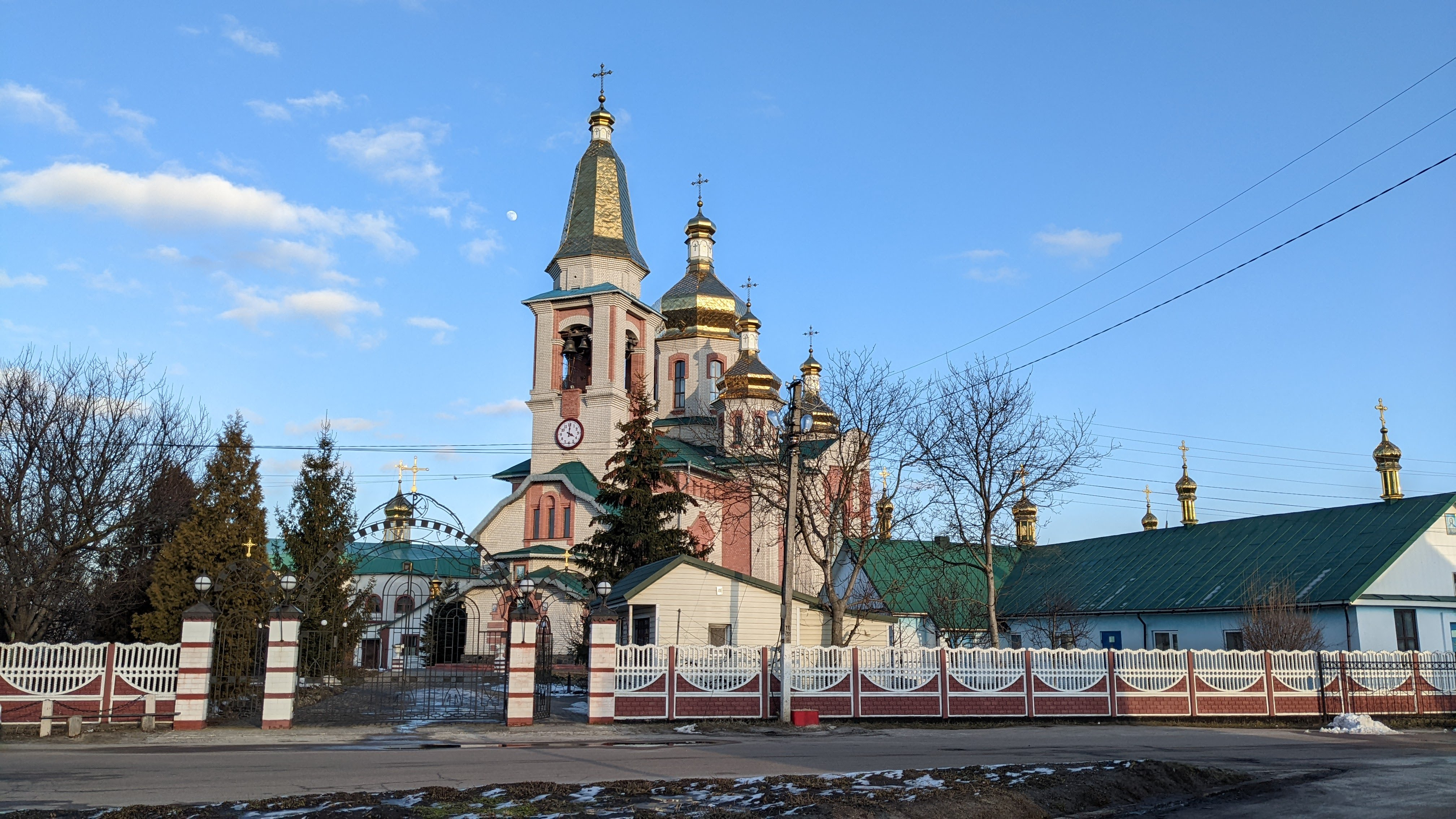
Kirche im Ort

Das erstmals am 7. Juli 1489 schriftlich erwähnte Dorf liegt im Rajon Browary 28 km östlich des Stadtzentrums von Kiew an der Grenze zum Kiewer Stadtrajon Dnipro sowie 10 km südlich vom Rajonzentrum Browary.
Am 12. Juni 2020 wurde das Dorf ein Teil der neugegründeten Stadtgemeinde Browary, bis dahin bildete es die gleichnamige Landratsgemeinde Knjaschytschi (Княжицька сільська рада/Knjaschyzka silska rada) im Südwesten des Rajons Browary.

## Persönlichkeiten
- Die Siebenkämpferin Alina Fjodorowa kam 1989 in Knjaschytschi zur Welt
- Der Großerzbischof der unierten griechisch-katholischen Kirche der Ukraine Ljubomyr Husar (1933–2017) lebte und starb im Ort